# Xenopus muelleri
Xenopus muelleri là một loài ếch trong họ Pipidae. Chúng được tìm thấy ở Angola, Bénin, Botswana, Burkina Faso, Cameroon, Cộng hòa Trung Phi, Chad, Cộng hòa Congo, Cộng hòa Dân chủ Congo, Bờ Biển Ngà, Ghana, Kenya, Malawi, Mozambique, Namibia, Nigeria, Nam Phi, Sudan, Swazil và, Tanzania, Togo, Ug vàa, Zambia, và Zimbabwe.
Các môi trường sống tự nhiên của chúng là các khu rừng khô nhiệt đới hoặc cận nhiệt đới, subtropical hoặc tropical moist lowl và forests, xavan khô, savanna ẩm, vùng đất có cây bụi nhiệt đới hoặc cận nhiệt đới, subtropical hoặc tropical moist shrubl và, subtropical hoặc tropical dry lowl và grassl và, subtropical hoặc tropical seasonally wet hoặc flooded lowl và grassl và, subtropical hoặc tropical high-altitude grassl và, sông, sông theo mùa, đầm nướcs, hồ nước ngọt, hồ nước ngọt có nước theo mùa, đầm nước ngọt, đầm lầy nước ngọt có nước theo mùa, suối nước ngọt, arable l và, đồng cỏ, vườn nông thôn, nơi tích trữ nước, ao, hồs, hố đào, và kênhs và mương.